# 잘 지내나요, 청춘
《잘 지내나요, 청춘》은 2006년 9월 2일에 MBC에서 방영한 베스트극장이다.

## 등장 인물

### 주요 인물
- 김동완 : 용묵(26세) 역
- 김보경 : 보리(28세) 역
- 김C : 마형(30대) 역
- 나혜미 : 애량(21세) 역

### 그 외 인물
- 김민규
- 최재호 : 영화 감독 역
- 정해욱
- 조석현
- 양현태
- 한은선

### 특별출연
- 이미영 : 용묵의 어머니 역
- 강남길 : 용묵의 아버지 역